# Чукур, Тиаго
Тиаго Шаэр Барбарош Чукур (тур. Tiago Süer Barbaros Çukur; род. 30 ноября 2002, Амстердам) — турецкий футболист, нападающий турецкого клуба «Фатих Карагюмрюк».
В 2022 году сыграл один матч за сборную Турции.

## Клубная карьера
Чукур — воспитанник нидерландских клубов «Фейеноорд», АЗ и английского «Уотфорд». В 2021 году игрок был включён в заявку основной команды последних. Летом того же года Чукур на правах аренды перешёл в «Донкастер Роверс». В августе он дебютировал в Первой лиге Англии. 2 октября в поединке против «Милтон-Кинс Донс» Тиаго забил свой первый гол за «Донкастер Роверс». В 2022 году Чукур перешёл в «Фенербахче» и сразу же был отдан в аренду в бельгийский «Дендер». 4 сентября в матче против «Виртона» он дебютировал в Челленджер Про Лиге. 9 сентября в поединке против «Льерса» Тиаго забил свой первый гол за «Дендер».
Летом 2023 года Чукур на правах аренды перешёл в «Васланд-Беверен». 13 августа в матче против дублёров «Генка» он дебютировал за новую команду.

## Международная карьера
14 июня 2022 года в матче Лиге наций против сборной Литвы Чукур дебютировал за сборную Турции.